# Locomotivas classe 2-10-4 de bitola métrica da EFCB
As Locomotivas classe 2-10-4 do tipo "texas" da Estrada de Ferro Central do Brasil são locomotivas para trens de carga que foram encomendadas em 1939 para atender às necessidades da estrada por um veículo trator de grande esforço de tração para a porção em bitola métrica da chamada "Linha do Centro", ramal de Nova Era.

## Origem
O registro da encomenda de 17 (dezessete) locomotivas do tipo "texas" para a Estrada de Ferro Central do Brasil (EFCB) foi feito através do Decreto-Lei 1.644 de 29 de setembro de 1939 .
O decreto-lei, assinado pelo presidente da república Getúlio Vargas, autorizava a celebração de contrato junto às Baldwin Locomotive Works (BLW), com sede em Filadélfia, e American Locomotive Company (ALCo), com sede em Nova Iorque, ambas no Nordeste dos Estados Unidos da América.

## Na EFCB
Encomendadas pela Estrada de Ferro Central do Brasil via concorrência aberta pela União - lembrando que a EFCB era uma ferrovia federal - para uma opção que demandava locomotivas diesel-elétricas ou locomotivas a vapor, devido ao esforço de guerra que envolveu os fabricantes de locomotivas a diesel, acabou-se por adquirir versões a vapor.   Essas locomotivas seguiam especificações consideradas rígidas para atenderem a pesada demanda do Ramal de Nova Era, segundo Coelho e Setti. Já o decreto-lei especifica que seriam destinadas ao trecho Conselheiro Lafaiete-Miguel Burnier. 
As dezessete unidades, das quais dez construídas pela Baldwin Locomotive Works e sete pela American Locomotive Company - Schenectady Works, foram numeradas de 1651 a 1667; de 1651 a 1660, BLW; de 1661 a 1667, ALCo.
| Fabricante | Nº BLW/ALCo | Nº EFCB |
| ---------- | ----------- | ------- |
| BLW        | 62354       | 1651    |
| BLW        | 62355       | 1652    |
| BLW        | 62356       | 1653    |
| BLW        | 62357       | 1654    |
| BLW        | 62358       | 1655    |
| BLW        | 62359       | 1656    |
| BLW        | 62360       | 1657    |
| BLW        | 62361       | 1658    |
| BLW        | 62362       | 1659    |
| BLW        | 62363       | 1660    |
| ALCo       | 69243       | 1661    |
| ALCo       | 69244       | 1662    |
| ALCo       | 69245       | 1663    |
| ALCo       | 69246       | 1664    |
| ALCo       | 69247       | 1665    |
| ALCo       | 69248       | 1666    |
| ALCo       | 69249       | 1667    |

## Na EFNOB
Essas locomotivas - exceto a de matrícula 1663 - foram transferidas para a Estrada de Ferro Noroeste do Brasil (NOB) entre 1956 e 1958.